# Мамедов, Джалал Джаббар оглы
Мамедов Джалал Джаббар оглы (9 декабря 1918, Эривань, Эриванский уезд, Эриванская губерния, Первая Республика Армения — 4 февраля 1983, Баку, Азербайджанская ССР, СССР) — азербайджанский общественный и государственный деятель, писатель, переводчик, главный редактор журнала «Азербайджан» (1966—1975), заслуженный деятель искусств Азербайджанской ССР, секретарь Союза писателей СССР и Азербайджанской ССР. Сын Мирзы Джаббара Мамедзаде, внук Мирзы Аббаса Мохаммадзаде.

## Жизнь и деятельность
Джалал Мирза Джаббар Мамедов родился 9 декабря 1918 года в семье видного ученого Мирзы Джаббара Мамедзаде (1882—1937). Мирза Джаббар Мамедзаде, в свою очередь, был сыном муллы Аббаса Мохаммадзаде (1846—1916), который был известен в Ереване как «персидский Аббас» как большой знаток персидского языка.
Хотя он и окончил юридический факультет Азербайджанского государственного университета, но склонялся к литературе. Работал редактором отдела художественной литературы в «Азернашр», главным редактором Азербайджанского учебно-педагогического издательства, заместителем председателя Комитета радиовещания и государственного телевидения, заместителем главного редактора газеты «Коммунист». В 1966 году он был назначен главным редактором журнала «Азербайджан», а с 1975 года и до конца жизни работал первым заместителем председателя Государственного комитета по книжной торговле, полиграфии и издательскому делу.
В 1974 году награждён Почётной Грамотой Президиума Верховного Совета Азербайджанской ССР.
Джалал Мамедов скончался 4 февраля 1983 года в возрасте 65 лет.